# Col·legi Josep Pallach
Col·legi Josep Pallach és un edifici del municipi de Figueres (Alt Empordà) protegit com a bé cultural d'interès local.

## Descripció
Edifici situat a davant de la plaça de l'Escorxador. És un edifici cantoner amb dues façanes senzilles i idèntiques amb planta, pis i altell. S'ordenen basant-se en un cos central i dos laterals suaument sortints, creant una variació visual. Aquest model és pres per l'autor dels seus projectes per a presons, així com la gran austeritat compositiva sense elements ornamentals. Cal destacar l'ordenació horitzontal basant-se en dues motllures (separant els pisos) i una cornisa que ajuda a definir els cossos sortints abans esmentats. Al primer pis, hi ha alternança de finestres amb arc de mig punt i rectangulars. A l'altell, petites finestres cegues. A la planta baixa, trobem nou grans obertures en arc escarsers actualment cegades. Una d'elles és l'entrada principal a l'edifici. A l'interior, pati central rectangular amb estructura de dobles arcs de mig punt inicialment oberts per a l'ús industrial i després tancats per convent, escola i església.

## Història
Les dominiques de la presentació provenen de França, d'on marxen abandonant una situació desfavorable pel clergat cap a finals del S.XIX i es van instal·lar a Espanya, encarregant-se de l'educació de les noies de classe acomodada, tal com feien a Figueres. Per aquest fi i per establir el convent compren la fàbrica Pujol adaptant l'edifici a les seves necessitats. En referència a això existeix documentació signada pel Sr. Dalí, advocat i pare del pintor figuerenc.1936, l'església de la Mare de Déu de Lourdes, edificada tocant al convent a la part de la plaça de l'escorxador, és destruïda a conseqüència dels esdeveniments bèl·lics. Es va demanar que els jardins del col·legi passessin a parc públic.